# Міжнародна федерація аерофілателістичних спілок
Міжнародна федерація аерофілателістичних спілок (скорочено — ФІСА; від фр. Federation Internationale des Societes Aerophilateliques, або FISA) — міжнародне об'єднання аерофілателістичних суспільств і клубів. Юридичним містом знаходження федерації є Берн (Швейцарія).

## Історія
Міжнародна федерація аерофілателістичних спілок була заснована в 1951 році, але практичну діяльність почала з 1960 року.

## Завдання і цілі
ФІСА представляє і пропагує серед колекціонерів-філателістів аерофілателію і астрофілателію. Метою ФІСА є сприяння розвитку аерофілателії, налагодження і підтримка контактів з поштовими адміністраціями, Всесвітнім поштовим союзом, авіакомпаніями, Міжнародною організацією цивільної авіації і Міжнародною федерацією філателії.

## Організаційна структура
Щороку Міжнародна федерація аерофілателістичних спілок проводить з'їзд, як правило, приурочуючи його до якої-небудь значної національної або міжнародної філателістичної виставки. Члени федерації обирають на два роки президію, до складу якої входить президент, віце-президент, генеральний секретар і не менше шести членів. Місцем знаходження президії вважається місце мешкання генерального секретаря.
Членами федерації є 30 спілок (2008).

## Публікації
Федерацією видається філателістичний інформаційний бюлетень «F.I.S.A. Bulletin», доступний також в онлайновому режимі.